# あたしのものよ
『あたしのものよ』は、TBS系列で1974年12月6日から1975年5月30日まで、金曜日夜8時から1時間枠で放映されたテレビドラマ。制作はテレパック。

## 概要・内容
東京都文京区根津3丁目の小さな商店街に住む人々の感情を明るくとらえ、人々の交流や結び付きから、愛の様々な形を描いたホームドラマ。
雪が降った12月のある日、野尻七七の家が営む野尻豆腐店では朝からひと騒動起こった。腕は良いが、何かと問題を起こしがちだった職人の辻村勇が、七七の祖父の一作とケンカをして店を辞めてしまった。一作は高齢であり、杉本は人柄は良いが腕は半人前。父の三三も、家業に係わらないという約束でこの家に入ったので後継ぎがいない。これに困った七七は跡継ぎ宣言をする。そして後に「七七ちゃん豆腐」「失恋ガンモ」など店のオリジナル商品を売り出すに至る。

## 出演
- 野尻七七：水前寺清子
- 野尻三三（父）：船越英二
- 野尻一作（祖父）：下元勉
- 杉本正治：前田吟
- 辻村勇：寺田農
- 野尻素直（弟）：三笑亭夢之助
- 野尻玉緒（妹）：中田喜子
- 和世：浜木綿子
- 妙子：乙羽信子
和世と妙子は、共に小料理屋「和」を経営。
- 田村友一（田村不動産社長）：太宰久雄
- 高梨久雄（葬儀店店主）：江戸家猫八
- 高梨和彦（久雄の息子）：志垣太郎
- 栗山長介（栗山テーラー店主）：長谷川哲夫
- 栗山長一（長介の息子）：坂上忍
- 小沢欣也：柴俊夫
実家は銀座の有名豆腐店。1975年3月7日放送回から、野尻豆腐店の新たな職人として登場。
- 昌子（喫茶店「恋」のマコ）：榊原るみ
- 錠二（久雄の葬儀店の店員）：日の下金太郎
- 下村邦子：大森暁美
- 下村研一（邦子の息子）：水野哲
- 下村由子（邦子の娘）：中島久江
- トメ子：西崎みどり
- 万里子：岩本多代
長介の再婚相手。
- 山本聡
- 大鹿次代

## スタッフ
- 作：松山善三
- 演出：川俣公明
- 制作：テレパック、TBS

## 主題歌
- 水前寺清子「あたしのものよ」（作詩：松山善三、作曲：平尾昌晃、編曲：京建輔
  - 挿入歌：水前寺清子「いつかはいいたかった」（作詩：松山善三、作曲：平尾昌晃、編曲：京建輔）

レコードはクラウンレコード（現：日本クラウン）から発売。